# جابر جازع
جابر جازع المطيري لاعب كرة قدم كويتي سابق، من مواليد 30 سبتمبر 1990.
كانت بداياته في نادي التضامن. ثم انتقل إلى نادي صلالة الرياضي، ثم لعب مع نادي القادسية الكويتي كلاعب وسط ميدان.